# Megacamelus
Megacamelus es un género extinto de animal terrestre herbívoro de la familia de los Camelidae, endémico de América del Norte que vivió desde el  Mioceno hasta el Plioceno  hace entre 10,3—4,9 millones de años aproximadamente.
Esta fue la especie más grande de camélidos que vagó por la tierra.

## Taxonomía
Megacamelus fue nombrado por Frick (1929). Fue asignado a Camelidae por Frick (1929) y Honey et al. (1998).

## Distribución fósil
Se encontrado fósiles en Nebraska, Idaho y sur de California.